# 陆修仪
陆修仪（?—?），中国南北朝南朝齐高帝萧道成的妃嫔，被封为修仪。
陆修仪在南朝宋泰始五年（469年）生萧道成第七子萧锵，建元元年（472年）生萧道成第十八子蕭銶。萧锵被封为鄱阳王，蕭銶被封为晋熙王。萧昭文延兴元年（494年），萧鸾想要篡位，武帝的旧人劝萧锵起兵反对萧鸾。萧锵回大内与母陆太妃辞别，一天一夜不成行。几天后，萧鸾派遣二千人围萧锵宅第杀害萧锵。九月，又杀蕭銶。